# アヴァル橋
アヴァル橋(仏 : Pont aval)はフランスのパリ、セーヌ川に架かる橋である。1968年に開通した。パリ市内でセーヌ川に架かる橋では最も下流にある。ただしセーヌ川が大きく蛇行しているため、さらに下流に、パリ市域に含まれるブローニュの森と対岸のコミューンとを結ぶ橋が二つ（アーヴル水道橋の歩道部分とシュレーヌ橋）存在する。
アヴァル橋は15区のイッシー・レ・ムリノー河岸と16区のサン・テグジュペリ河岸を結んでいる、ペリフェリックの橋である。
長さは312.5mで、パリでは一番長い橋である。
アモン橋と同様、この橋は公式な名前がないため、便宜上アヴァル橋（アヴァルavalは下流という意味）と名付けられ、定着している。

## 隣の橋
（上流）ミラボー橋―ガリリアーノ橋―アヴァル橋―イッシー橋（パリ市外）（下流）